# Venă iliacă internă
Vena iliacă internă ( vena hipogastrică ) începe în apropierea părții superioare a foramenului sciatic mare, trece în sus și ușor medial spre artera iliacă internă și, la marginea pelvisului, se unește cu vena iliacă externă pentru a forma vena iliacă comună . 

## Anatomie
Mai multe vene se unesc deasupra foramenului sciatic mare pentru a forma vena iliacă internă. Nu are ramurile previzibile ca ale arterei iliace interne, dar afluenții săi drenează aceleași regiuni.  Vena iliacă internă iese deasupra crestei sciatice mari, mergând înapoi, în sus și spre linia mediană pentru a se alătura venei iliace externe, formând vena iliacă comună, în fața articulației sacroiliace. Este o venă lată  și lungă de 3 cm. 

## Afluenţii
Originari din afara pelvisului, afluenții săi sunt venele gluteală, ruşinoasă internă și obturatorie. Venind de pe suprafața anterioară a osului sacru sunt venele sacrale laterale. Venind dinspre plexurile pelvine și dinspre organele genitale sunt venele rectale medii, vezicale, prostatice, uterine și vaginale.  
| primeste                                                                                                  | Descriere                                                      |
| vene gluteale superioare </br> vene gluteale inferioare </br> vene interne pudendale </br> vene obturator | își au originile în afara pelvisului ;                         |
| vene laterale sacrale                                                                                     | culcați în fața sacrului                                       |
| venă hemoroidală mijlocie </br> vene vezicale </br> vene uterine </br> vene vaginale                      | au originea în plexurile venoase legate de viscerele pelvine . |

## Semnificație clinică
Dacă tromboza perturbă fluxul de sânge în sistemele iliace externe, afluenții iliaci interni oferă o cale principală de întoarcere venoasă din sistemul femural. Deteriorarea afluenților venei iliace interne în timpul operației poate compromite serios drenajul venos și poate cauza umflarea unuia sau a ambelor picioare. 

## Imagini suplimentare

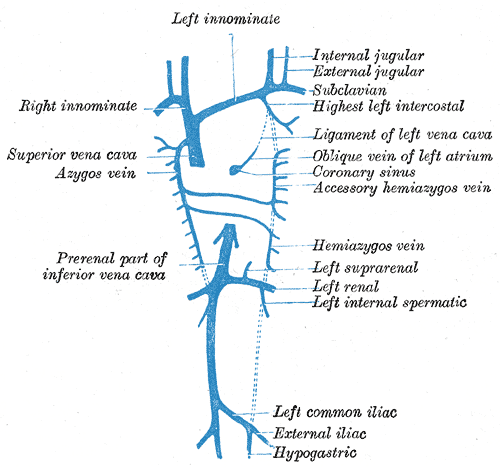
Diagrama care arată finalizarea dezvoltării venelor parietale.
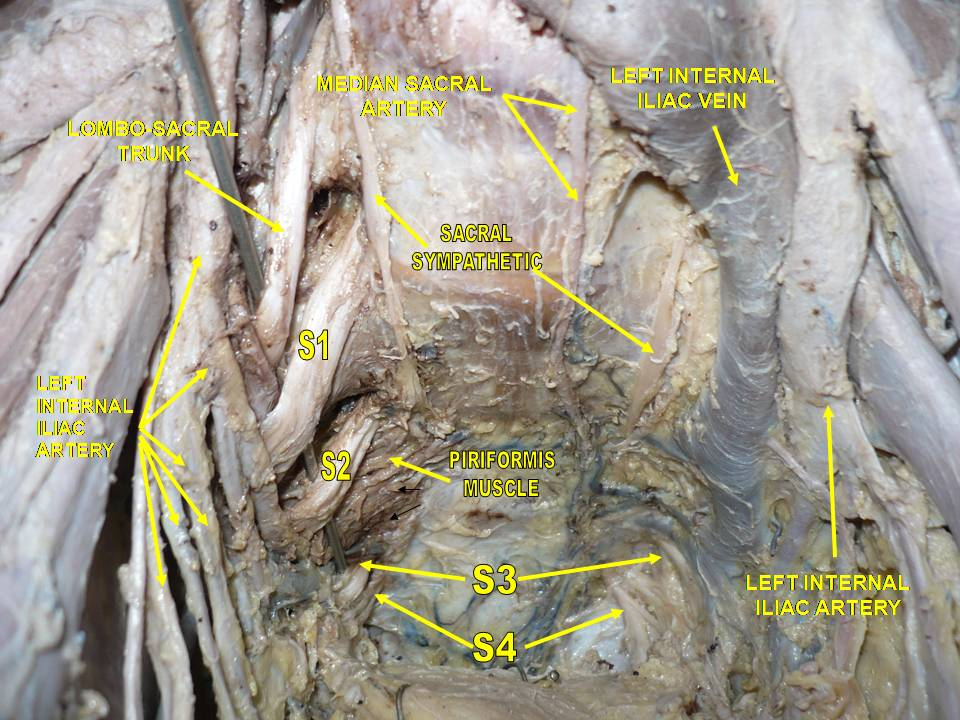
Conținut pelvin: bărbat.Vizualizare superioară. Disecție.